# Piper PA-14 Family Cruiser
O Piper PA-14 Familiy Cruiser é uma aeronave monomotor, de asa alta, de quatro lugares americana equipada com trem de pouso convencional, produzida pela Piper Aircraft entre 1947-49.

## Design e Desenvolvimento
A Piper Aircraft construiu a aeronave leve de três lugares PA-12 Super Cruiser entre o início de 1946 e março de 1948. Em 1947, o desenho do PA-12 foi adaptado para comportar quatro lugares, ampliando a cabine em 12 centímetros no painel de instrumentos e adicionando flaps com fenda. O trem de pouso fixo, a asa alta e bequilha foram mantidos. O protótipo do PA-14 fez seu primeiro voo na fábrica da Piper em Lock Haven, Pensilvânia, em 21 de março de 1947 

## Produção e Operação

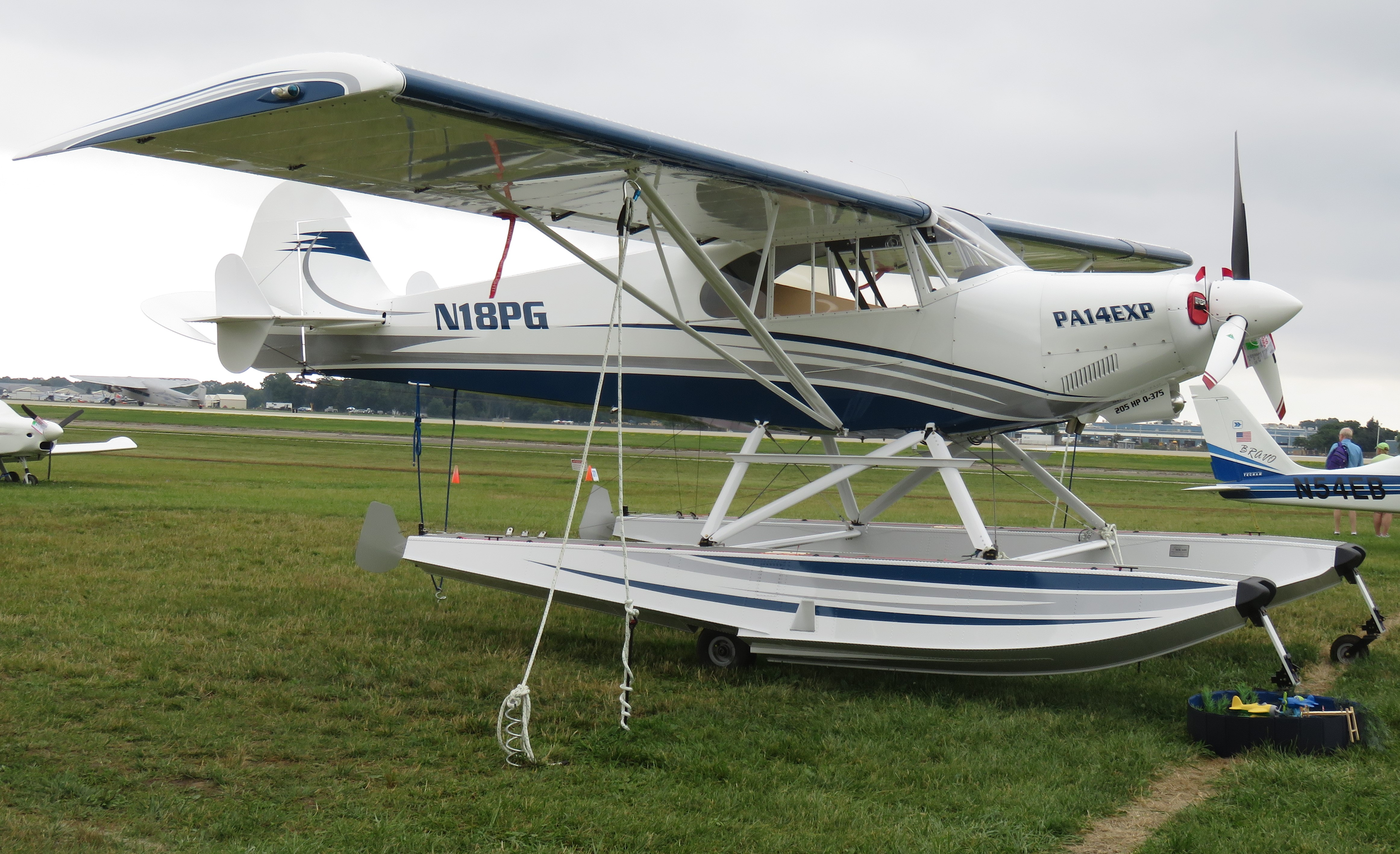
Piper PA-14, modificado com flutuadores.

Um segundo PA-14 saiu das fábrica em 6 de fevereiro de 1948 e as primeiras entregas à clientes foram feitas no final daquele ano . 238 unidades foram construídas,  a maioria sendo vendida para pilotos privados nos Estados Unidos, mas as vendas no exterior incluíram várias para a França . A aeronave foi lançada em um momento de sérias dificuldades financeiras para a empresa e, de fato, logo após o lançamento do Family Cruiser, a Piper foi colocada em recuperação judicial, da qual mais tarde emergiu com sucesso. 126 exemplares permaneciam registrados nos Estados Unidos em abril de 2011 e 13 aeronaves registradas no Canadá.

## Especificações (PA-14)
Dados de: Piper Aircraft and their forerunners
Descrições gerais
- Tripulação: 1 piloto
- Capacidade: 3 passageiros
- Comprimento: 7,06 m (23 ft)
- Envergadura: 10,82 m (35 ft)
- Altura: 1,96 m (6,4 ft)
- Área alar: 16,66 m² (179 ft²)
- Peso vazio: 463 kg (1 020 lb)
- Peso de decolagem: 839 kg (1 850 lb)

Motorização
- Número de motores: 1x
- Tipo do motor: Lycoming O-235-C1 de 115 hp (85,8 kW)
- Descrição do propulsor/hélice: Hélice bipá de passo fixo

Performance
- Velocidade máxima: 198 km/h (123 mph)
- Velocidade de cruzeiro (km/h): 180 km/h (112 mph)
- Alcance: 803 km (499 mi)
- Razão de subida: 2.92 m/s
- Tecto de serviço: 5 500 m (18 000 ft)
- Carga alar: 50.4 kg/m²

## Ver Também
- Piper J-3 Cub
- Piper PA-12 Super Cruiser
- Piper PA-15 Vagabond